# Érj utol
Az Érj utol Kovács Kati tizenharmadik nagylemeze, tizedik magyar stúdióalbuma, az énekesnő akkori nyilatkozataiból idézve az „igazi jubileumi lemez”. 1983 decemberében jelent meg. Kísér a V' Moto-Rock együttes. Előző nagylemezét három és fél év után követte, ezért nagy várakozás övezte a rajongók körében. A késés oka részben a V' Moto-Rock akkori felfutásában és elfoglaltságában rejlett. Az énekesnő 1980 után az LGT-vel, a Hobo Blues Banddel és az Eddával is tervezte az együttműködést, mivel a Tíz című albumát a kritikusok negatívan jellemezték, hiányolva Kati rockos oldalát.
Ez az album volt Kovács Kati utolsó lemezes visszatérése a rock stílusához, méghozzá új hullámos módon.
Az albumot egy évvel korábban megelőzte egy sikeres kislemez, az Így legyen című lírai és a Ne vedd fel a telefont című új hullámos felvétellel. Az Így legyen az 1983-as év egyik legsikeresebb dala volt, a Magyar Rádió és Magyar Ifjúság Slágerlistáján az év végi összesítésben az első helyezett lett, és a nagylemezen is helyet kapott. A dal ősbemutatója a tv-ben élőben közvetített 1981-es győri Kovács Kati-koncerten volt.
Az Érj utol c. albumról 1984 szilveszterén mutatták be a Szép szavak c. dalból készült videóklipet. Ez az énekesnő első videóklipje, mely egyben az 1985. szeptember 11-én bemutatásra került tévéshowjának nyitódarabja is. Ebben Kati menyasszonyt játszik, aki az esküvőjén vesz részt, majd válóperi tárgyalás és szétköltözés a klip történetének vége. A menyasszony és az esküvő motívuma egy későbbi, 1990-ben bemutatott Most az én órám jött el c. klipjében is visszatér.
A lemez zenei kísérete az akkor divatos elektronikus, gépies, feszes ritmusú szintetizátorhangzásra épül, kivéve az Így legyen és a záró Egy szó a vége: szerelem c. alkotást, melyet mindössze egy zongora kísér. E két dal hangott el az 1982 és 1983 decemberi Pulzus c. tv-műsorban is.
Az Elfutok c. dalt 1984-ben Dalida francia énekesnő Une vie d'homme címmel, 1996-ban Laura Voutilainen finn énekesnő Teethän sen címmel dolgozta fel.
1984-ben a lemezről a Hova menekülsz és az Elfutok c. dalok (Where You Gonna Run és Take Me Home címmel) a Cannes-i MIDEM promóciós kislemezén jelentek meg angol nyelven, mely kereskedelmi forgalomba sosem került. 2012-ben a Hungaroton Music Store-on letölthető mp3 formátumban megvásárolhatóvá tették.

## Dalok
- A/1. Szép szavak (Lerch István-Demjén Ferenc)
- A/2. Érj utol (Lerch István-Demjén Ferenc)
- A/3. Hová menekülsz (Lerch István-Demjén Ferenc)
- A/4. Elfutok (Lerch István-Demjén Ferenc, Kovács Kati)
- A/5. Így legyen (Lerch István-Demjén Ferenc)
- B/1. Taxidal (Lerch István-Demjén Ferenc)
- B/2. Szél, sziget, szerelem (Lerch István-Demjén Ferenc)
- B/3. Arc a vonaton (Lerch István-Demjén Ferenc)
- B/4. Szűk alagútban (Lerch István-Demjén Ferenc)
- B/5. A régi srác (Lerch István-Demjén Ferenc)
- B/6. Egy szó a vége: szerelem (Lerch István-Demjén Ferenc)

## Kislemezek

### Magyar nyelvű kislemez
1983
- Így legyen
- Ne vedd fel a telefont

### Angol nyelvű kislemez
1984 MIDEM
- Where You Gonna Run (Hova menekülsz)
- Take Me Home (Elfutok)

### Slágerlistás dalok
Magyar Ifjúság & Magyar Rádió
1983 Így legyen
1984 Szél, sziget, szerelem
1985 Elfutok
Ifjúsági Magazin
1984 Taxidal

## Közreműködők
- Kovács Kati – ének
- V' Moto-Rock
  - Lerch István
  - Demjén Ferenc
  - Menyhárt János
  - Herpai Sándor

### Vendégzenészek
- Egerer László
- Karácsony János (LGT)
- Kiss István
- Szalay Sándor

## Televízió

### Tv-show
A lemezből tv-show készült, melyet 1985. szeptember 11-én mutatott be a Magyar Televízió.
Rendező: Tánczos Gábor.
A Taxidal klipjében a V' Moto-Rock tagjai is láthatók.
Számlista az elhangzás sorrendjében:
1. Érj utol (részlet)
2. Szép szavak
3. Elfutok
4. Taxidal
5. Szűk alagútban
6. A régi srác
7. Hová menekülsz
8. Így legyen

### Egyéb tv-felvételek
- Így legyen (Pulzus; 1982. dec.)
- Így legyen (Egymillió fontos hangjegy; 1983. április 9.)
- Szép szavak (Homokóra c. műsor; 1983. dec.)
- Egy szó a vége: szerelem (Pulzus; 1983. dec.)
- Taxidal (Mitiők; 1984 tavasz)
- Szél, sziget, szerelem (Osztrák–magyar est; 1984. szept.)
- Érj utol (Mitiők; 1984. dec.)
- Hová menekülsz? (1984. dec.)

## Rádió
- Vasárnapi koktél (Egy szó a vége: szerelem)
- Poptarisznya (Taxidal)